# Sophira yunnana
Sophira yunnana es una especie de insecto del género Sophira de la familia Tephritidae del orden Diptera.

## Historia
Zia la describió científicamente por primera vez en el año 1965.